# 127 (število)
127 (stó sédemindvájset) je naravno število, za katero velja 127 = 126 + 1 = 128 - 1.

## V matematiki
- drugo dvojno Mersennovo število {\displaystyle 127=2^{2^{3}-1}-1\!\,}.
- četrto Cantorjevo število {\displaystyle 127=2^{7}-1\!\,}.
- peto Friedmanovo število {\displaystyle 127=-1+2^{7}\,\!}.
- sedmo središčno šestkotniško število {\displaystyle 127=T_{6}\cdot 7+1;\quad (T_{6}=18)}.
- sedmo Motzkinovo število.
- deveto srečno praštevilo.
- Mersennovo praštevilo {\displaystyle 127=2^{7}\,\!}.
- Gaussovo praštevilo brez imaginarnega ali realnega dela oblike {\displaystyle 4n+3}.

## Drugo

### Leta
- 127 pr. n. št.
- 127, 1127, 2127